# قانون العائد المستدام متعدد الاستخدامات لعام 1960
قانون العائد المستدام متعدد الاستخدامات لعام 1960 هو قانون اتحادي أقره كونغرس الولايات المتحدة في 12 يونيو 1960. يخول هذا القانون وزير الزراعة ويوجهه لتطوير وإدارة الموارد المتجددة للأخشاب والمراعي والمياه والترفيه والحياة البرية في الغابات الوطنية للاستخدامات المتعددة وعائد مستدام للمنتجات والخدمات.
هذا هو القانون الأول الذي يتضمن خمسة استخدامات رئيسية للغابات الوطنية في قانون واحد بالتساوي، مع عدم وجود استخدام أكبر من أي استخدام آخر.
بحلول الخمسينيات من القرن الماضي لم تعد الغابات الوطنية تمتلك موارد كافية لتلبية الاحتياجات المتزايدة للسكان المتزايدين والاقتصاد الآخذ في الاتساع. كانت خدمة الغابات الأمريكية تعمل ضمن سلطات واسعة منذ عهد جيفورد بينشوت كرئيس للغابات. الآن وللمرة الأولى كان لدى الوكالة توجيه محدد من الكونجرس ينص على أن مبيعات الأخشاب لم تكن في جميع الحالات عاملاً مقيدًا.
يعرف قانون العائد المستدام متعدد الاستخدامات المصطلحين «الاستخدام المتعدد» و «العائد المستدام» على النحو التالي:
- الاستخدام المتعدد: «إدارة جميع الموارد السطحية المتجددة المتنوعة للغابات الوطنية بحيث يتم استخدامها في توليفة تلبي احتياجات الشعب الأمريكي على أفضل وجه...».
- العائد المستدام: «تحقيق والحفاظ على الدوام على ناتج دوري عالي المستوى سنوي أو منتظم من مختلف الموارد المتجددة للغابات الوطنية دون الإضرار بإنتاجية الأرض».

تم تعديل قانون 1960 بموجب قانون إدارة الحدائق العامة والأراضي العامة لعام 1996.